# Ezüstös langur
Az ezüstös langur (Trachypithecus cristatus) a cerkóffélék (Cercopithecidae) családján belül a karcsúmajomformák (Colobinae) alcsaládjába tartozó Trachypithecus nem egyik faja.

## Előfordulása
Brunei, Indonézia és Malajzia területén honos.

## Megjelenése
A faj onnan kapta a nevét, hogy a szőre ezüstös. Testhossza 46,50–56 cm, ebből a farok 63 cm–84 cm. Testtömege 4,90–8 kg.

## Életmódja
Egy csapatban 1 hím és 9–48 nőstény van. A csapaton belüli agresszió alacsony szintű. Tápláléka levelek, gyümölcsök, magvak, hajtások, virágok és rügyek. Az vadonban átlagosan 20 évig él.

## Szaporodása
A párzási időszak egész évben tart. 4 évesen jön el az ivarérettség. A 6 hónapig tartó vemhesség végén a nőstény 1 kölyöknek ad életet.

## Természetvédelmi állapota
Az ezüstös langur bár jelenleg nem veszélyeztetett, az élőhelyének elvesztése fenyegeti.